# Sukamantri (Karangtengah)
Sukamantri is een bestuurslaag in het regentschap Cianjur van de provincie West-Java, Indonesië. Sukamantri telt 5227 inwoners (volkstelling 2010).